# Leptosiphon septentrionalis
Leptosiphon septentrionalis är en blågullsväxtart som först beskrevs av H. Mason, och fick sitt nu gällande namn av J.M. Porter och L.A. Johnson. Leptosiphon septentrionalis ingår i släktet Leptosiphon och familjen blågullsväxter. Inga underarter finns listade i Catalogue of Life.

## Bildgalleri

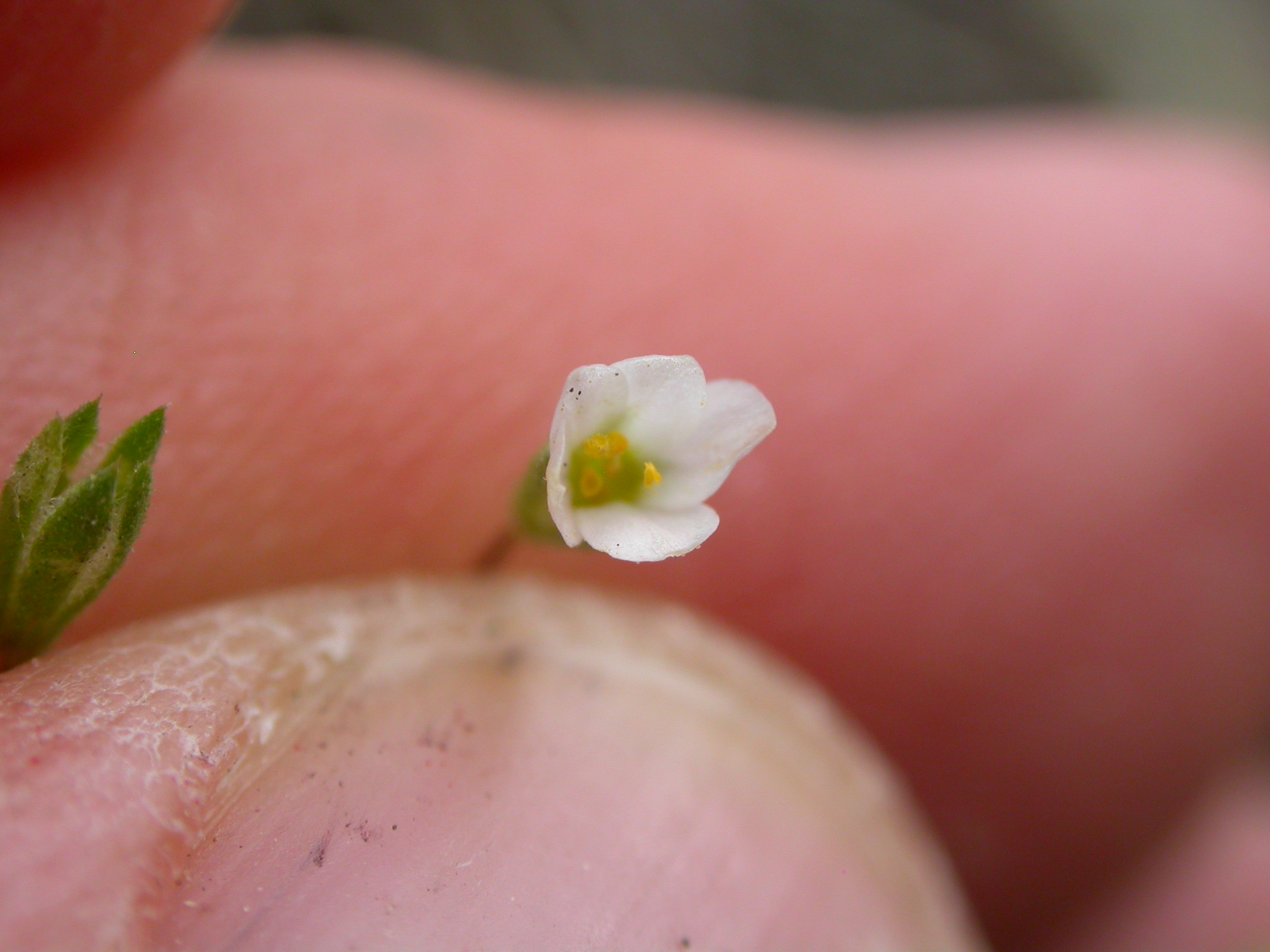
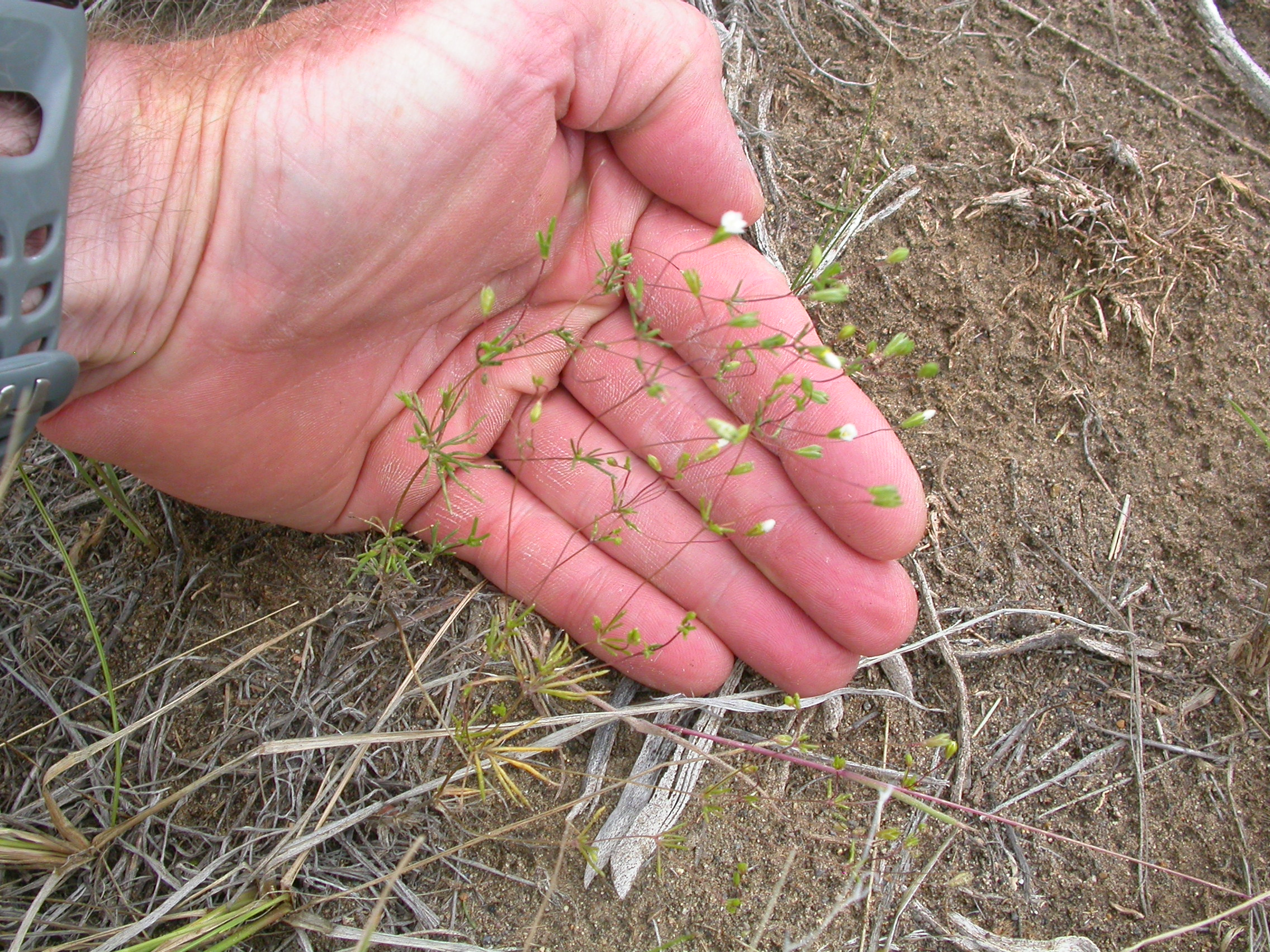
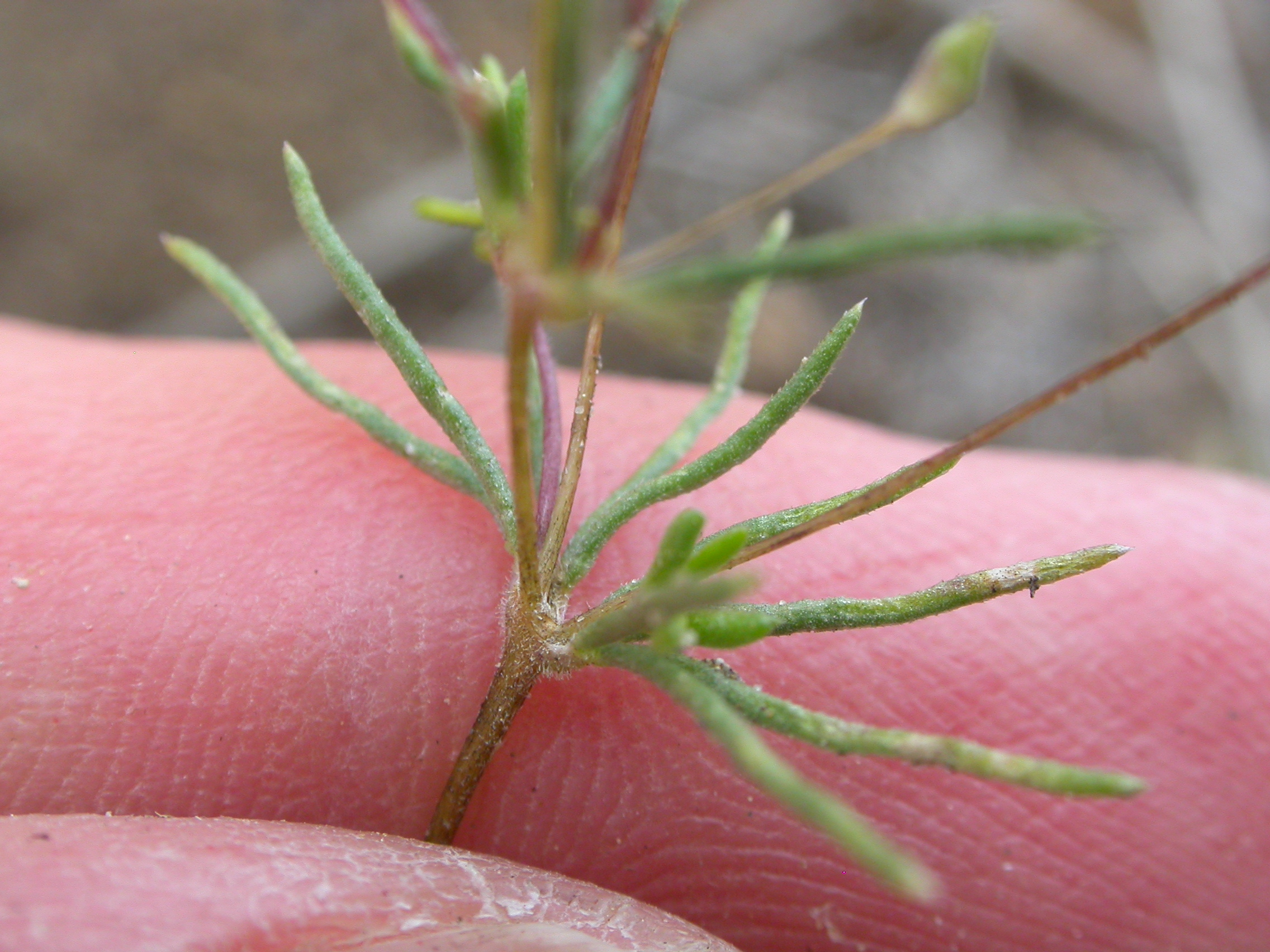
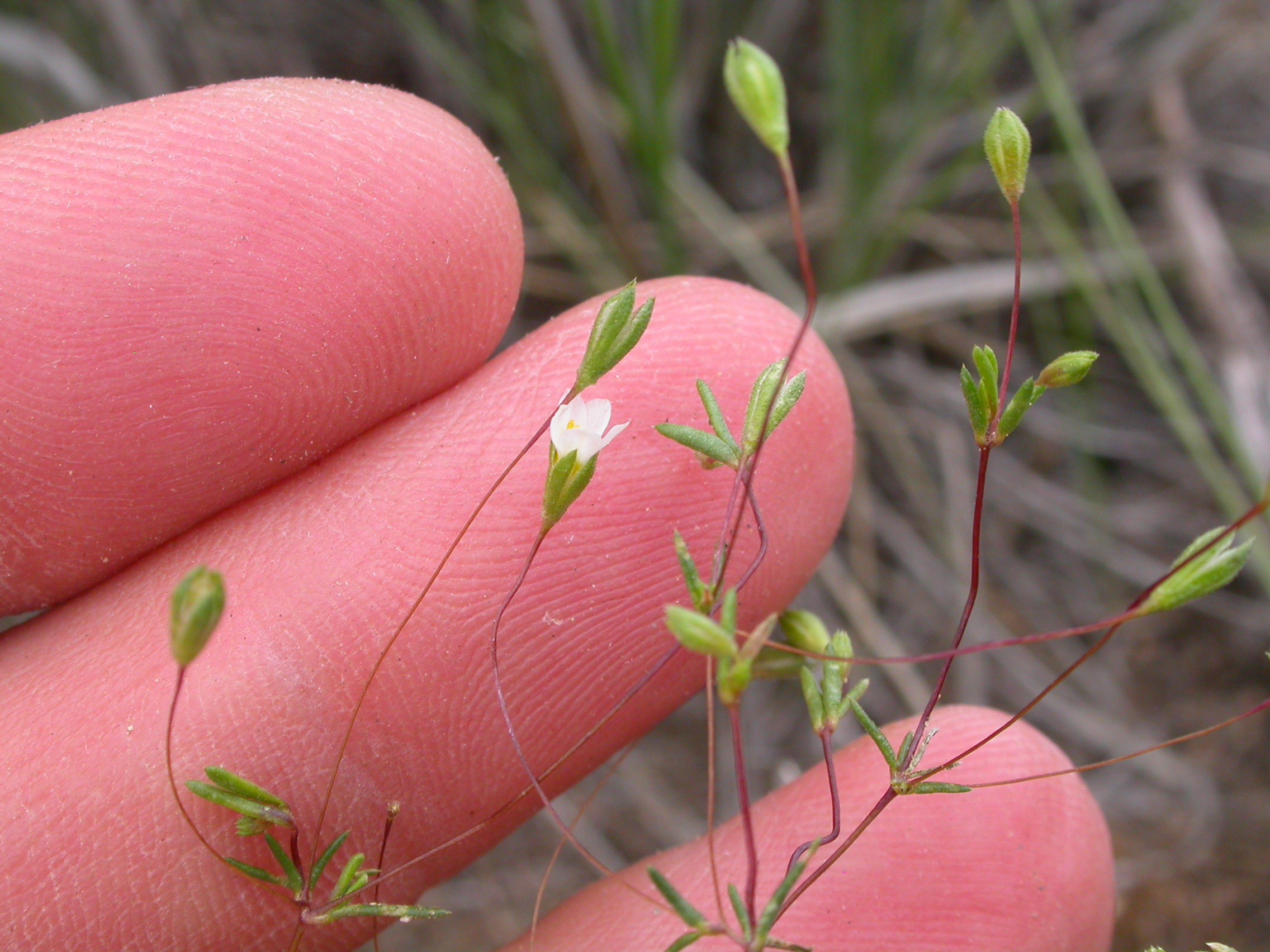
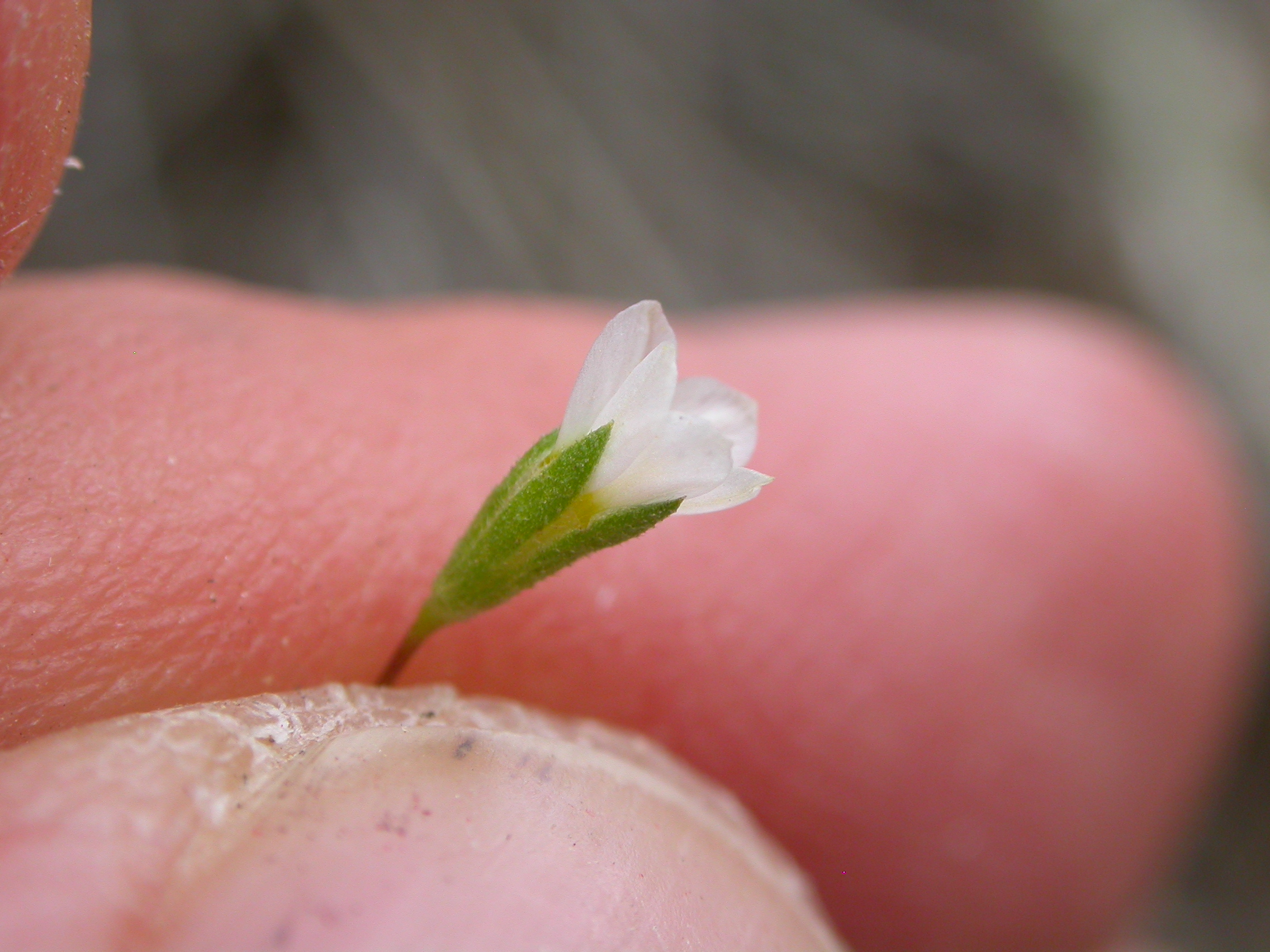